# Oněginská sloka
Oněginská sloka je typ sloky, vytvořený Puškinem pro jeho veršovaný román Evžen Oněgin. Dílo je téměř výhradně psáno ve čtyřstopém jambickém verši a v poměrně neobvyklém rýmovém schématu aBaBccDDeFFeGG, kde malá písmena zde znamenají ženské rýmy (přízvuk na předposlední slabice verše), velká písmena mužské rýmy (přízvuk na poslední slabice verše), ale toto schéma rozdělení druhů rýmu není striktně dodržováno. 
Oněginská sloka vychází ze sonetu, na rozdíl od něj se ale nedělí na další, menší části, což je u sonetu sice nezávazné, ale obvyklé. Sonet je tak o něco flexibilnější než oněginská sloka. Jambický tetrametr navíc dává sloce silnější citový náboj, než obvykle v sonetech používaný jambický pentametr nebo jambický hexametr. 
Mimo Puškina použil tuto básnickou formu Jon Stallworthy ve své poemě The Nutcracker (Louskáček, česky ale nevyšlo), napsané v roce 1987, a Vikram Seth ve svém veršovaném románu The Golden Gate z roku 1986 (v tomto veršovaném románu je návaznost na Oněgina nejen formální), a v dalších veršovaných románech a jiných epických básní anglické literatury. Z drobnějších básní psaných touto slokou stojí za zmínku krátká satirická báseň Vladimira Nabokova On Translating Eugene Onegin (O překládání Evžena Oněgina). V české původní tvorbě použil oněginskou sloku básník Petr Kukal pro svou poemu "52 slok" (2009 anonymně, 2014 s uvedením autorství), v níž popisuje osud učitele ruštiny, milovníka díla A. S. Puškina. 
Oněginská sloka ovlivnila tvorbu Vladimíra Holana, zejména epické básně Prvni testment a Cesta mraku.

## Příklad
```
A úporná jen duše ta je,           a
co do lopoty klidně zří.           b
Ta ve skromnosti veliká je.        a
Jak pták se houpá v povětří,       b
tak ona stále v sudbě pluje,       c
leč sama let svůj diriguje,        c
až ovšem na ten případ jen,        d
kdy člověk tajně odsouzen          d
je snést, co nikdy nesnes dosud,   e
kdy shozen dolů v peklo je         f
a nemá, nemá pokoje,               f
až úplně ho zdeptá osud            e
a hodí lidské do vřavy             g
jak masný hadr krvavý –!           g

```